# 諜影殺機
（另译《嫌疑者》）為2013年上映的韓國動作劇情片，由電影《殴打诱发者》《七日綁票令》的導演元信延執導，孔劉、朴喜洵、趙成夏、劉多仁、金成均及趙在允主演。

## 劇情介紹
被北韓遺棄的前北韓特殊部隊成員池東哲（孔劉飾演），追尋被販賣到中國為奴的妻兒，卻衹能找到他們的屍體。東哲發現他的同事為事件幕後策劃者，遂輾轉南下南韓，尋找兇嫌復仇，並以駕車維生。某夜，大公司朴總栽被殺；在朴總栽被殺前，曾將一具眼鏡交與為他當臨時司機的東哲，眼鏡中隱藏著的是國家威脅或寶藏，東哲一無所知；同時，調查人員亦緊盯東哲，懷疑他殺害總裁，東哲再步上逃亡與反擊生涯的故事。
孔劉在片中扮演曾經是朝鮮最高級別特殊部隊中成員池東哲，挑戰全新的角色跨度。朴喜洵演繹空軍特殊部隊CCT的訓練教官閔世勳大校一角，在片中展示特有的領袖氣質。趙成夏飾演國政委員金石浩室長，和閔世勳大校合力追擊池東哲，亦是與總栽被殺害事件中線索有關連的神秘人物。劉多仁則是充滿一腔熱誠想揭開真相的紀錄片導演崔京熙。

## 演員陣容
- 孔劉 飾演 池東哲
- 朴喜洵 飾演 閔世勳
- 趙成夏 飾演 金石浩
- 劉多仁 飾演 崔京熙
- 金成均 飾演 利光祖
- 趙在允 飾演 趙上尉
- 朴止一 飾演 宋專務
- 金珉才 飾演 朱記者
- 金義聖 飾演 申次長
- 元豐延 飾演 便衣
- 元鎮飾演 SA1
- 宋再臨 飾演 SA2
- 崔鐘律 飾演 文管家
- 南寶拉 飾演 東哲的妻子
- 奇周峰 飾演 法醫
- 趙石賢 飾演 崔少校
- 李容稷 飾演 鬍子男
- 崔台煥 飾演 怪男子
- 吉恩星 飾演 Hit Agent
- 卞正賢 飾演 Hit Agent
- 宋富建 飾演 Research Agent
- 徐賢宇 飾演 Research Agent
- 宋鎬洙 飾演 Research Agent
- 朴鎮洙 飾演 Research Agent
- 金尚均 飾演 車站要員
- 李言廷 飾演 記者
- 元賢俊 飾演 正裝警官
- 鎮茂 飾演 無線電塔車要員
- 李多日 飾演 北進會成員
- 鄭娥煝 飾演 金耀漢牧師的夫人
- 李藝萱 飾演 池東哲的女兒
- 安明珠 飾演 記者
- 宋在浩 飾演 朴建浩會長（特別出演）

## 外部連結
- 官方网站
- NAVER上《諜影殺機》的資料
- Daum上《諜影殺機》的資料

- 韩国电影数据库（KMDb）上《諜影殺機》的資料
- 互联网电影数据库（IMDb）上《諜影殺機》的资料（英文）
- 豆瓣电影上《諜影殺機》的資料 （简体中文）
- Yahoo奇摩電影上《諜影殺機》的資料（繁體中文）
- 《諜影殺機》在HanCinema的页面（英文）
- Box Office Mojo上《諜影殺機》的资料（英文）
- 爛番茄上《諜影殺機》的資料（英文）